# Велике будівництво
«Велике будівництво» — урядова програма в Україні, ініційована Президентом України Володимиром Зеленським у березні 2020 року, спрямована на розвиток транспортної, освітньої, соціальної та спортивної інфраструктури. Координатором програми вважається Юрій Голик, який фігурує в низці журналістських розслідувань та кримінальних проваджень, пов’язаних із розподілом бюджетних коштів і державними підрядами[⇨].
У публічному просторі програма здобула неофіційну назву «Велике крадівництво» через численні звинувачення у масштабній корупції та неефективному використанні бюджетних ресурсів, що активно обговорюються в медіа та суспільстві[⇨]. За даними опитування Центру Разумкова напередодні повномасштабного російського вторгнення, 57,1% респондентів вважали пріоритетнішим фінансування армії, ніж реалізацію програми «Велике будівництво».

## Історія
Програму ініціював Президент України Володимир Зеленський у березні 2020 року, її реалізацією почало займатися Міністерство розвитку громад та територій. У межах програми — відновлення та будування шкіл, дитсадків, спортивної інфраструктури. 2020 року було заплановано завершити 10 довгобудів. Протягом 2020 року відремонтували 150 км доріг, які ведуть до міжнародних пунктів пропуску, побудували та оновили 216 мостів.
Програма стартувала на тлі пандемії коронавірусу та, за словами Володимира Зеленського, створила 200 000 робочих місць.

## Роль Юрія Голика

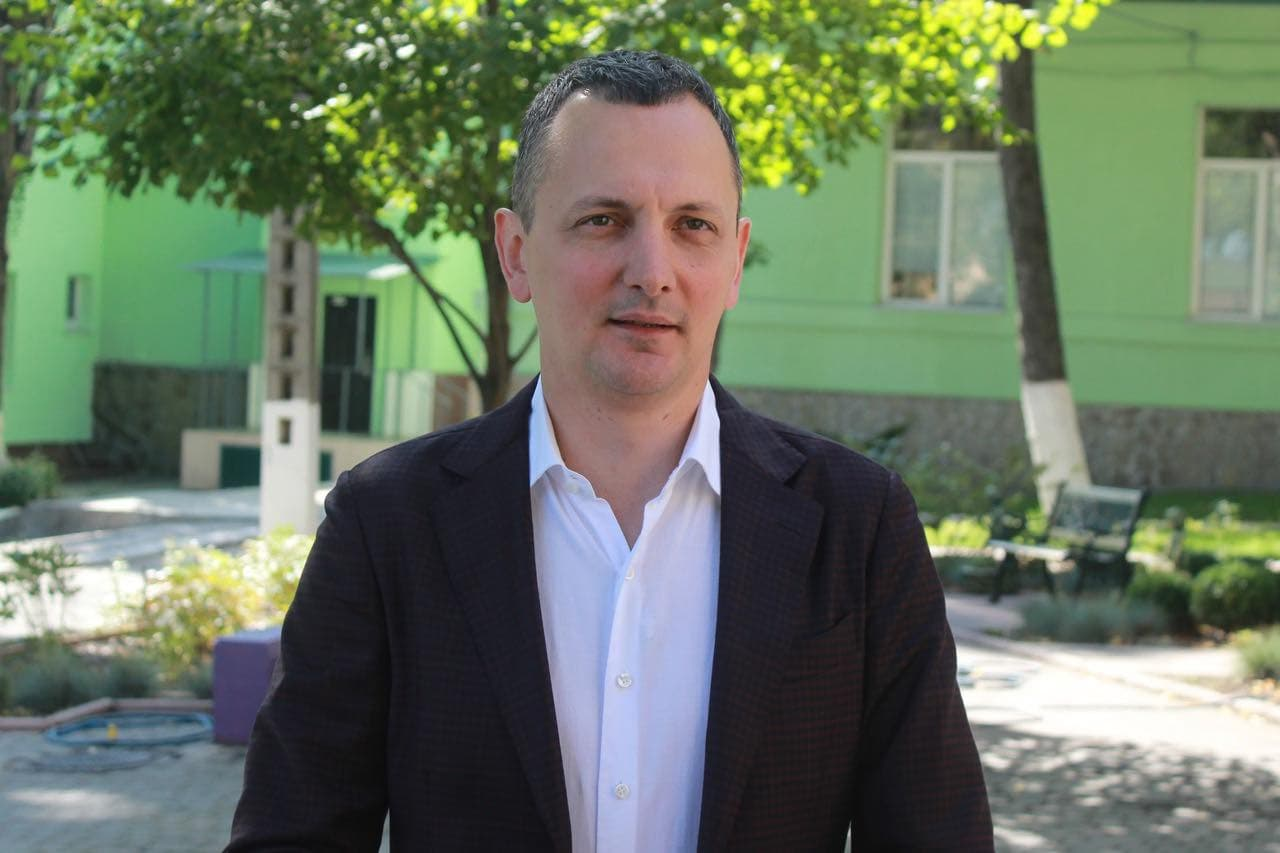
Юрій Голик, координатор «Великого будівництва»

Ключову роль у реалізації програми відігравав Юрій Голик, колишній радник голови Дніпропетровської ОДА Валентина Резніченка. Він координував інформаційний супровід проєкту та брав участь у розподілі підрядів. Однак діяльність Голика в проєкті супроводжувалася численними корупційними скандалами та журналістськими розслідуваннями. 
У 2022 році журналісти-розслідувачі оприлюднили інформацію про те, що компанія «Будінвест Інжиніринг», співвласницею якої є близька подруга Резніченка, отримала мільярдні підряди на ремонт доріг у рамках програми. Після публікації матеріалів НАБУ провело обшуки у Юрія Голика у зв’язку з підозрою у корупційних схемах. Крім того, в телефоні Голика було виявлено листування з підрядником, який отримав державні контракти на понад 4 млрд грн. У повідомленнях відбувалася координація дій між Голиком та підрядником, зокрема, обговорювалися отримання субсидій та хід будівельних робіт. 
Незважаючи на відсутність офіційної посади, журналісти зафіксували його регулярні відвідування Офісу Президента України, що вказувало на наявність неформального впливу в структурах влади.

## Критика
«Велике будівництво» зазнало критики з боку журналістів як медійна піар-кампанія президента Зеленського, оскільки не було жодного урядового документа з переліком об'єктів та умов участі в конкурсі програми. Окрім того, багато об'єктів «Великого будівництва» насправді збудували ще до початку програми, проте відкривали їх вже під вивісками урядової програми.
Протягом 2020 року в межах «Великого будівництва» збудували 4000 км доріг за 120 млрд грн, проте як 2018 року на 3800 км доріг витратили 40 млрд гривень — будівництво стало дорожчим у три рази. Через це програму нерідко стали називати «Велике крадівництво». 2020 року правоохоронні органи виявили 429 кримінальних правопорушень під час виконання робіт у рамках «Великого будівництва».
Крім того, Офіс Президента України та представники місцевої влади використовували реалізацію програми для піару. На об'єктах будівництва встановлювали рекламні вивіски, а низка українських політиків оформляли свої сторінки в соціальних мережах із використанням бренду «Великого будівництва». Правляча партія «Слуга народу» рекламувала себе, використовуючи реалізацію програми «Велике будівництво», напередодні місцевих виборів 2020 року.
Критики програми вказують і на картельну змову, оскільки значну частину тендерів вигравали шість компаній, що мали на 2020 рік близько 67 % усіх замовлень Укравтодору. Одним із критиків проєкту став радник голови Офісу президента та колишній міністр фінансів України Ігор Уманський, який говорив про освоєння картелем коштів на дорожнє будівництво, які раніше перерахували з фонду боротьби з COVID-19.

## Оцінки
У 2022–2023 роках програма зазнала додаткової критики через пріоритетне фінансування інфраструктурних проєктів на тлі загострення загрози повномасштабного вторгнення Росії. Експерти та громадські активісти зазначали, що значні ресурси могли бути спрямовані на посилення обороноздатності держави, а частина видатків «Великого будівництва» є неефективними з огляду на воєнний стан.
За даними опитування Центру Разумкова напередодні повномасштабного російського вторгнення, 57,1% респондентів вважали пріоритетнішим фінансування армії, ніж реалізацію програми «Велике будівництво».

## Витрати та фінансування

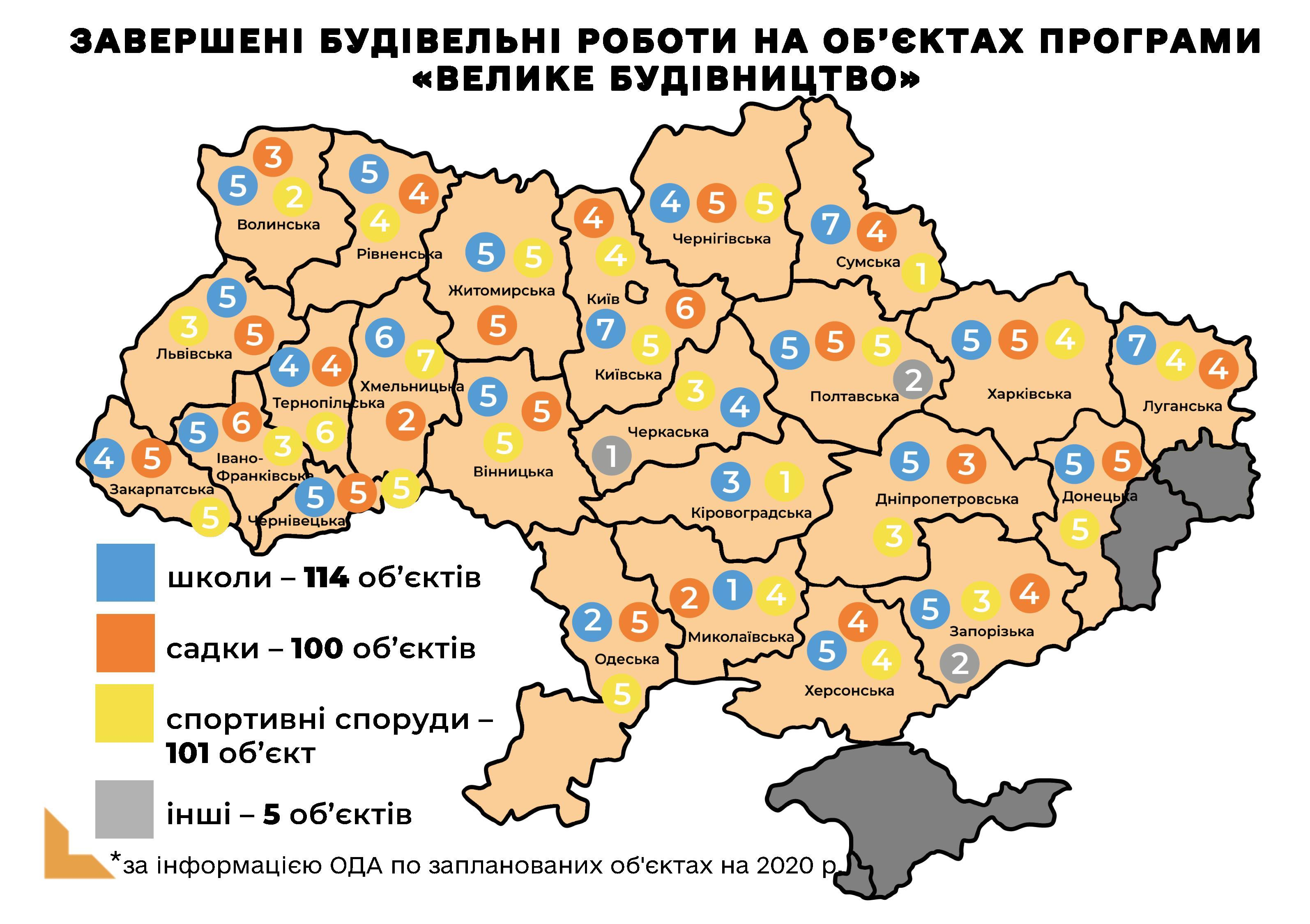
Об'єкти «Великого будівництва», завершені 2020 року

Витрати на фінансування «Великого будівництва» наведено станом на 1 жовтня 2020 року .
| Область           | Кількість об’єктів | Обсяги фінансування, тис. грн | Обсяги фінансування, тис. грн   | Касові витрати, тис. грн |
| Область           | Кількість об’єктів | Державний бюджет              | Місцевий бюджет та інші джерела | Касові витрати, тис. грн |
| ----------------- | ------------------ | ----------------------------- | ------------------------------- | ------------------------ |
| Вінницька         | 25                 | 113 521,05                    | 66 178,34                       | 66 448,27                |
| Волинська         | 19                 | 184 638,38                    | 21 854,20                       | 70 860,11                |
| Дніпропетровська  | 29                 | 225 873,63                    | 191 417,39                      | 214 243,93               |
| Донецька          | 26                 | 120 636,73                    | 297 551,02                      | 167 626,62               |
| Житомирська       | 30                 | 167 301,79                    | 33 749,20                       | 75 825,98                |
| Закарпатська      | 25                 | 67 712,80                     | 16 595,45                       | 37 038,53                |
| Запорізька        | 27                 | 246 449,85                    | 45 810,90                       | 64 142,67                |
| Івано-Франківська | 24                 | 115 630,17                    | 19 662,95                       | 51 243,82                |
| Київська          | 31                 | 105 389,55                    | 156 888,22                      | 110 082,25               |
| Кіровоградська    | 22                 | 165 390,09                    | 15 062,24                       | 24 302,52                |
| Луганська         | 20                 | 84 562,88                     | 31 555,68                       | 31 676,71                |
| Львівська         | 25                 | 151 988,50                    | 51 380,40                       | 102 899,11               |
| м. Київ           | 11                 | 55 617,79                     | 563 254,90                      | 272 548,30               |
| Миколаївська      | 21                 | 25 258,30                     | 71 350,90                       | 44 314,23                |
| Одеська           | 30                 | 230 007,38                    | 224 375,78                      | 198 823,28               |
| Полтавська        | 23                 | 111 775,64                    | 92 984,96                       | 153 802,72               |
| Рівненська        | 22                 | 96 883,50                     | 113 122,58                      | 42 074,18                |
| Сумська           | 22                 | 118 083,93                    | 31 698,97                       | 29 649,25                |
| Тернопільська     | 22                 | 114 597,65                    | 65 426,14                       | 56 086,34                |
| Харківська        | 30                 | 149 266,38                    | 77 536,52                       | 87 074,93                |
| Херсонська        | 26                 | 125 382,10                    | 49 953,03                       | 69 072,62                |
| Хмельницька       | 21                 | 131 805,99                    | 26 022,30                       | 62 323,37                |
| Черкаська         | 18                 | 75 634,25                     | 19 536,52                       | 34 719,82                |
| Чернівецька       | 20                 | 139 628,02                    | 33 828,04                       | 63 974,09                |
| Чернігівська      | 24                 | 68 504,40                     | 37 157,80                       | 39 132,08                |
| Разом             | 593                | 3 191 540,75                  | 2 353 954,43                    | 2 169 985,72             |

## Фінансування дорожніх робіт під час війни
У серпні 2022 року журналісти-розслідувачі повідомили, що в умовах повномасштабного російського вторгнення держава продовжила фінансувати дорожні проєкти без використання системи «Prozorro». Найбільші виплати отримала компанія «Будінвест Інжиніринг», пов'язана з Дніпропетровською ОДА та координатором «Великого будівництва» Юрієм Голиком.
| Підрядник                      | Сума виплат (грн) |
| ------------------------------ | ----------------- |
| «Будінвест Інжиніринг»         | 1 034 611 599     |
| «Автомагістраль 2016»          | 197 096 724       |
| «Автомагістраль-Південь»       | 172 305 506       |
| «Онур конструкцiон iнтернешнл» | 139 916 647       |
| «Техно-Буд-Центр»              | 128 055 995       |
| «Харківський облавтодор»       | 127 072 306       |
| «Хмельницький облавтодор»      | 104 453 079       |
| «Ростдорстрой»                 | 100 057 504       |
| «Спец комплект постач»         | 92 556 163        |
| «СУНП «Автострада»             | 75 866 659        |
| ПП «Автомагістраль»            | 75 257 214        |

## Галерея

Об’єкти «Великого будівництва»
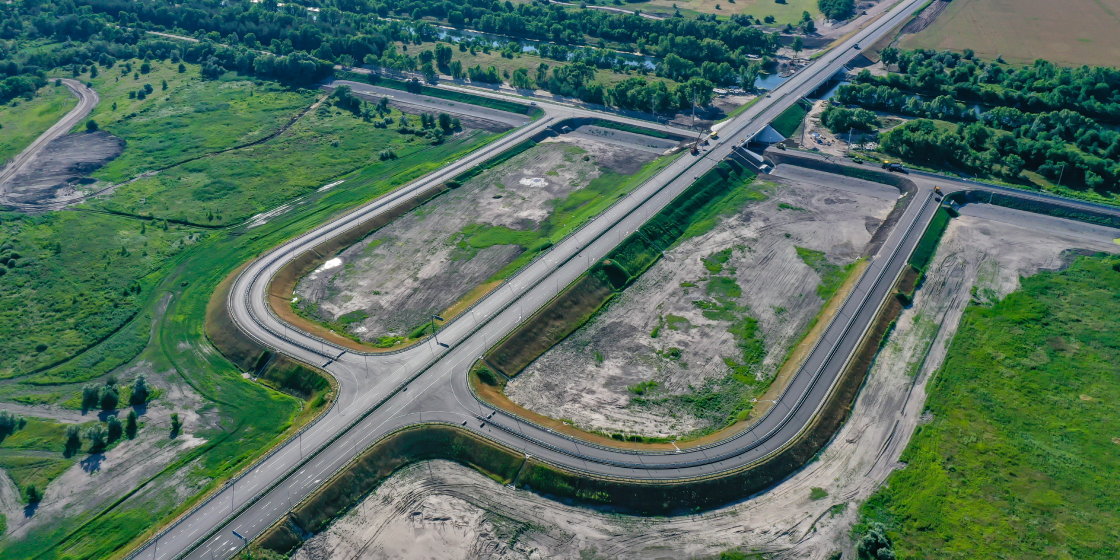
Траса Запоріжжя — Маріуполь
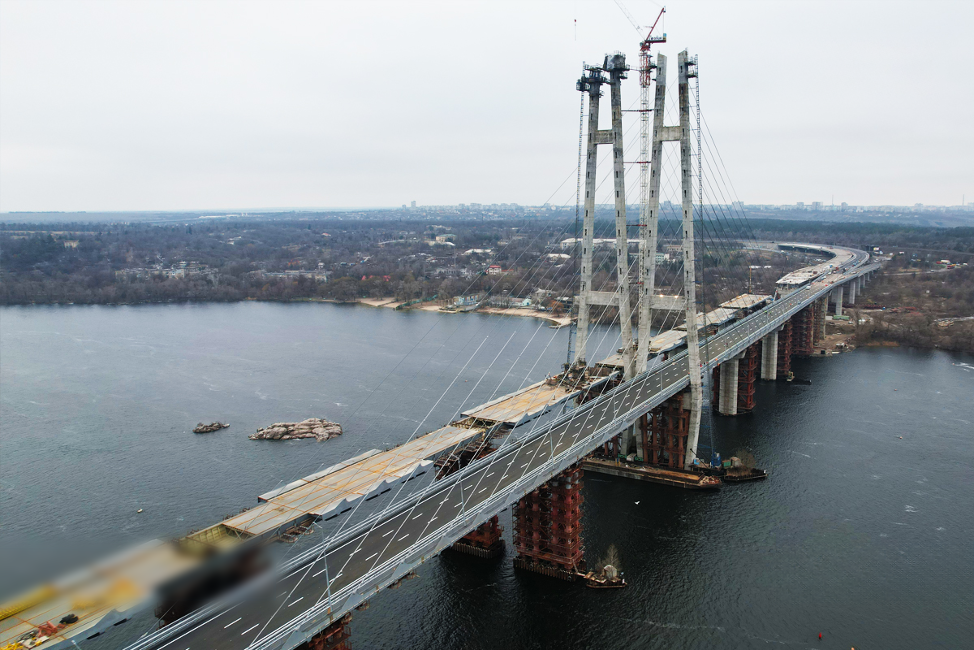
Новий міст через Дніпро в Запоріжжі
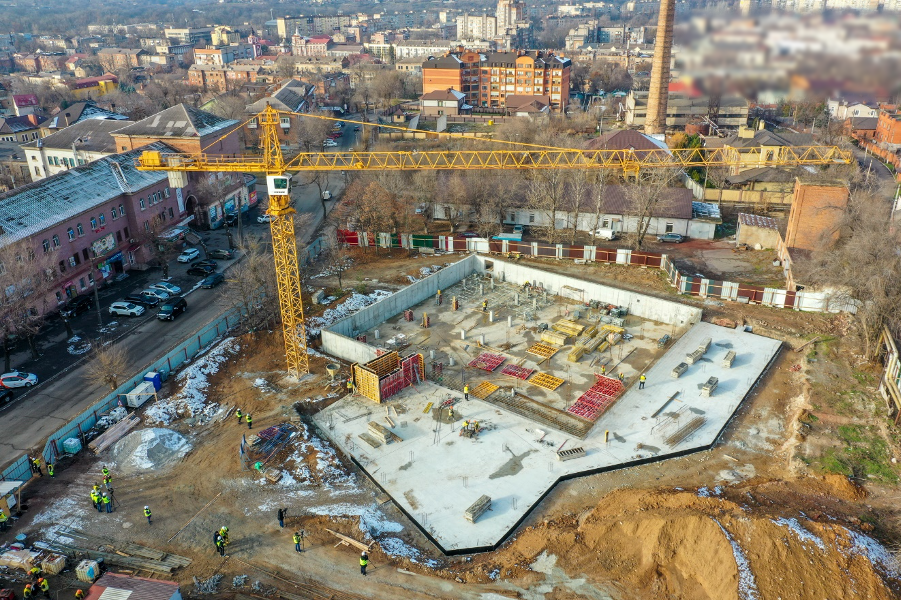
Побудова басейну у Кривому Розі
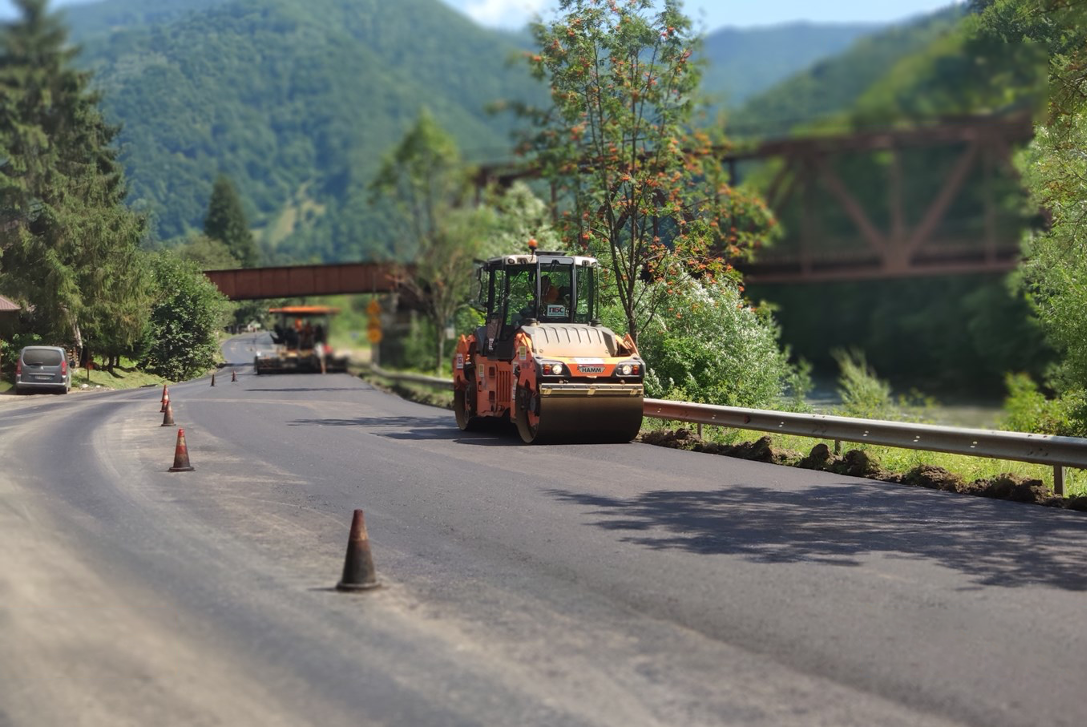
Ремонт дороги на Закарпатті
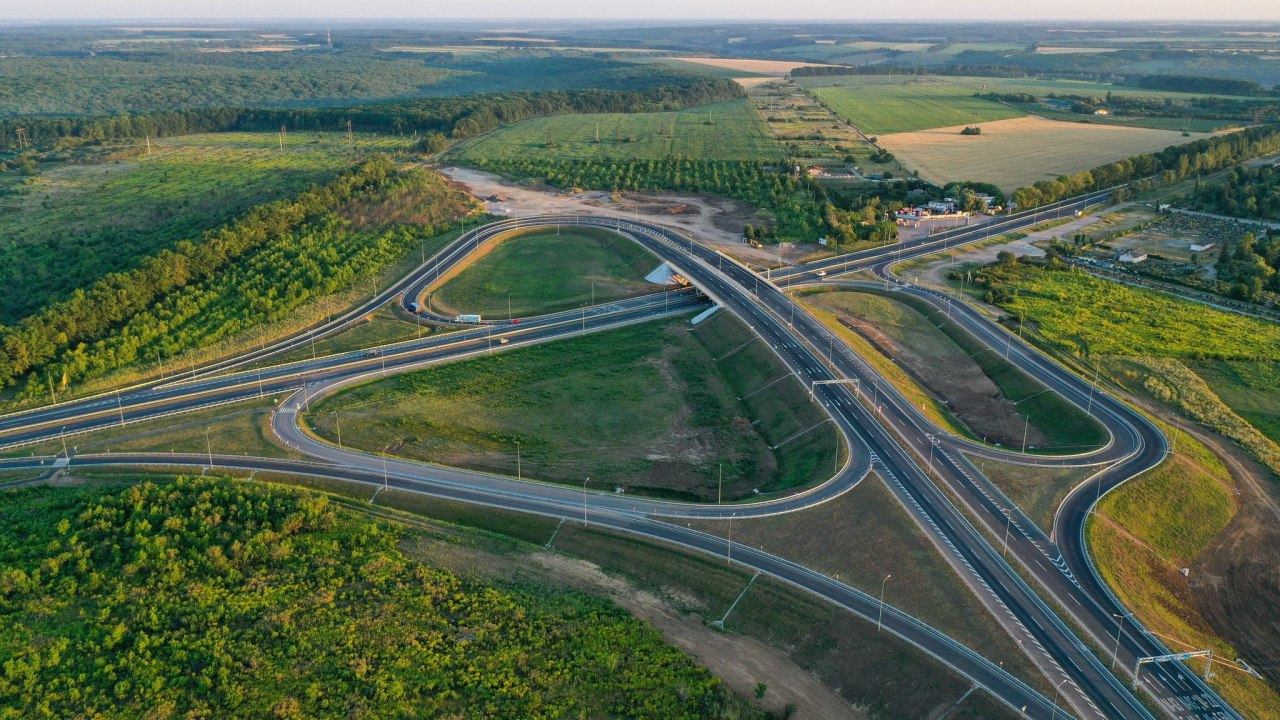
Шлях М03 Київ — Харків — Довжанський.